# 格拉本卡爾峰

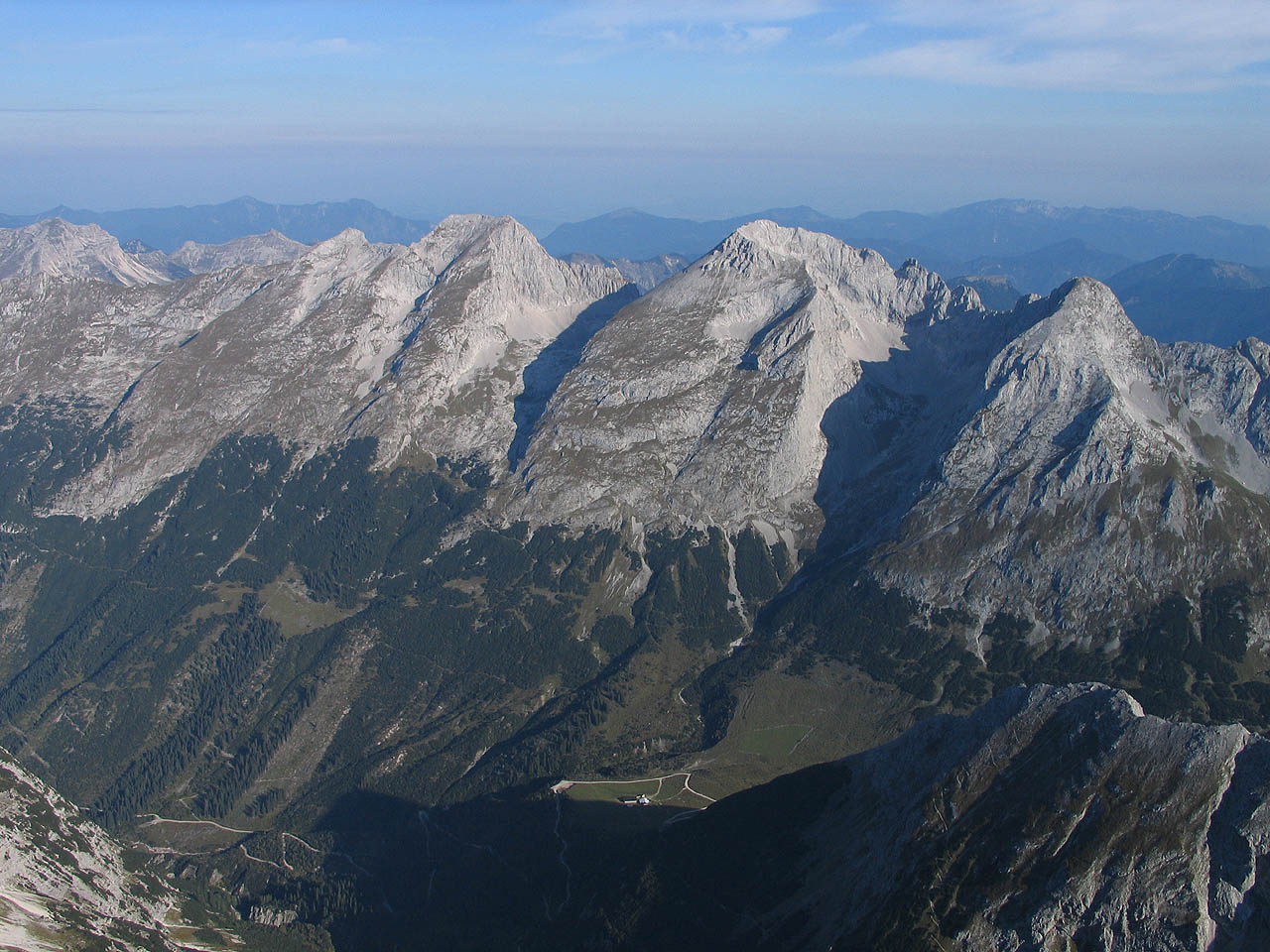

47°26′22″N 11°25′53″E / 47.43944°N 11.43139°E
格拉本卡爾峰（德語：Grabenkarspitze），是奧地利的山峰，位於該國西部，由蒂羅爾州負責管轄，屬於卡爾文德爾山脈的一部分，距離東卡文德爾峰0.8公里，海拔高度2,471米，人類在1870年首次登頂。